# 四柱推命

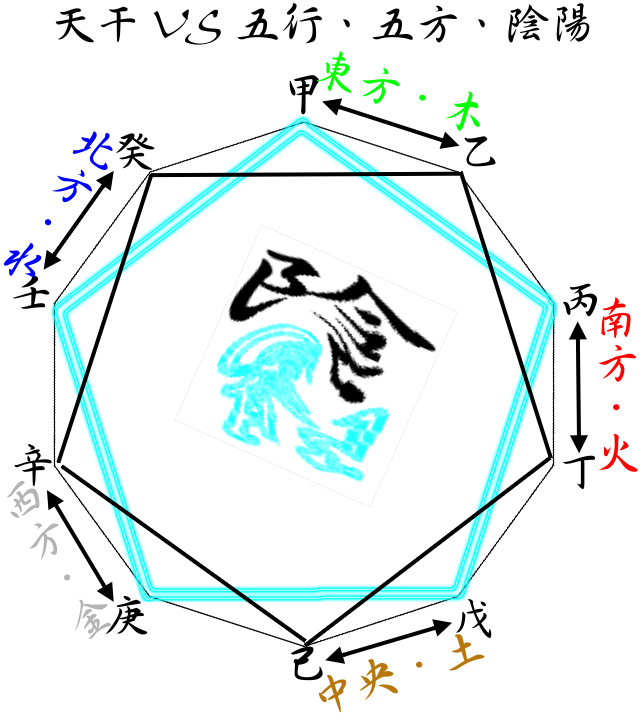
陰陽五行説を表した図

四柱推命（しちゅうすいめい）は、中国で陰陽五行説を元にし、生まれた年・十二節・日・時の干支を柱とし、生まれた人の命運を推察する方法である。

四柱推命は立春を起点とし、太陽の動きが基になっており、月の満ち欠けサイクル（朔望月）とは無関係になっているため「月」という表現は誤りであり、「節」表記が正しい。節には干支の十二支を表す名前が付けられ、春が寅節・卯節・辰節、夏が巳節・午節・未節、秋が申節・酉節・戌節、冬が亥節・子節・丑節となる。
「四柱推命」という呼称は、中国の原書に見ることができない。英語圏で"Four Pillars of Destiny" もしくは"Four Pillars Astrology"と呼ばれているように、既に世界的に使用されている。中国では、「子平」「三命」「命学」「命理」「八字（パーツー）」、韓国では「四柱命理（사주명리）」「四柱八字（사주팔자）」などと呼ばれる。

## 沿革
四柱推命の起源は紀元前1400-1300年頃の中国 殷代での「甲骨文」と呼ばれる物であり、六十干支を使って月日を表していた。
1100年代、南宋の徐居易（徐子平）の書が文献考証的に四柱推命自体の最古となるため、徐子平が命学の祖といわれている（一説には、命理の始まりは、戦国時代（紀元前400年～ 200年頃）の蘭台御史（天子の秘書官）の珞琭子であるとされている）。続いて1200年代に徐大升により『淵海子平』（えんかいしへい）という書が著され、1368年頃、明の軍師・政治家であった劉基（劉伯温）が『滴天髄』（てきてんずい）という書を著したとされている。以下、四柱推命に関する主な著作を列記する。
| 年代 | 時代     | 書名                   | 著者                                                                                                |
| ---- | -------- | ---------------------- | --------------------------------------------------------------------------------------------------- |
| 1500 | 明代     | 『神峯通考・命理正宗』 | 張神峯（張楠）                                                                                      |
| 1500 | 明代     | 『三命通會』           | 萬民英（萬育吾）                                                                                    |
| 1600 | 清代     | 『命理約言』           | 陳素庵                                                                                              |
| 1600 | 清代     | 『滴天髓輯要』         | |
| 1700 | 清代     | 『子平眞詮』           | 沈孝瞻（ちん・こうせん）                                                                            |
| 1800 | 清代     | 『滴天髓闡微』         | 任鉄樵（にん・てっしょう、1763年-1838年頃）                                                         |
| 1800 | 清代     | 『星平會海全書』       | 星曜系（占星術）と干支系（子平）の占術に関する文献を 集成した百科全書。武當山月金山人霞陽水中龍編集 |
| 1900 | 清末から | 『命理探原』           | 袁樹珊（えん・じゅさん、1881年-1968年?）                                                            |
| 1900 | 中華民国 | 『新命理探原』         | |
| 1900 | 中華民国 | 『子平粹言』           | 徐楽吾（じょ・らくご、1886年-1948年）                                                               |
| 1900 | 中華民国 | 『古今名人命鑑』       | |
| 1900 | 中華民国 | 『造化元鑰評註』       | |
| 1900 | 中華民国 | 『滴天髄徴義』         | |
| 1900 | 中華民国 | 『原本子平眞詮評註』   | |
| 1900 | 中華民国 | 『滴天髓補註』         | |
| 1900 | 中華民国 | 『窮通寶鑑』           | |
| 1900 | 中華民国 | 『命理一得』           | |
| 1900 | 中華民国 | 『命學講義』           | 韋千里（1911年-生没不明）                                                                           |
| 1900 | 中華民国 | 『呱呱集』             | |
| 1900 | 中華民国 | 『命理新論』           | 呉俊民（ご・しゅんみん）                                                                            |
| 1900 | 中華民国 | 『達人命理通鑑』       | 尤達人（ゆう・たつじん）                                                                            |

以上のように、近年では、清代末の辛亥革命前後の時代に活躍した徐楽吾の著作がその数において突出しているため、日本にも大きな影響を及ぼしている。ただし、徐楽吾の論が正しいかどうかについては意見が分かれている。
日本には江戸時代中期に移入された。文政年間、仙台藩の儒学者桜田虎門が『推命書』という名称で『淵海子平』の訳本を出したのが、考証的に最古の書である。しかし桜田虎門は四柱推命に対する専門知識がなかったとも言われており、翻訳の質の点では疑問も残るとする評価もある。現代では阿部泰山流、高木乗流などがあるようである。粟田泰玄は阿部泰山流である。なお四柱推命に流派などない、という立場で武田考玄という研究者も活躍した。

## 基礎理論

### 十干十二支、暦
陰陽五行思想や干支の項目と重複するためそちらを参照のこと。十干も十二支も五行を持ち、陰陽を持つ。1年の始まりは立春、月の始まりは二十四節気の中の正節の節入り時刻。ただ1日の始まりについては前日23時とする説と午前0時とする説がある。ただ現状では23時を始まりとする説が優位である。
正式には丑満時は午前二時を指す事から、前日の23：00（兵庫県明石市天頂塔）において子刻が始まるのである。東京では、18分早く天頂が来てしまうので、22：42から子刻とする。さらに正確な修正には「均時差」季節による太陽高度の時間のずれ+-20分を加え、さらに緯度による各地の時差を修正する。+-40分の範囲で作図の基準点を沖縄ではプラス、北海道ではマイナスする。

### 四柱
四柱推命は生まれた年・十二節・日・時、の四つ干支を柱とし、その人の生まれ持った可能性を推し量るものである。それぞれ年柱・節柱・日柱・時柱という。出生時間が不明の場合が多いため、特に日本では時柱を除外し、三柱推命という方法が多く見られるが、四柱推命は年月日時の4つが揃うことが絶対条件とされており、中国の原書には三柱推命はまったく見られない。「4つのうち3つわかれば、多少確度が下がるだけ」というのは、四柱推命の構成を無視した暴論と言える。それぞれの柱に来る十干を天干と言い、十二支を地支と言う。さらに、年柱の天干は年干（年柱天干と言う時もある）、月柱の地支は月支といった呼び方をする。そして日干を中心として、他の天干、地支が日干に対してどのような影響を及ぼしているかを統観し、それをもとに具体的な事象を推察する。

#### 出生時間の記録
昭和20年以降新生児の出生届けには、生まれ時間記載が義務付けられている。出生届控えを役所の窓口は残し本編を法務局に送付する。ただし役所では控えの保存期限はまちまちで、破棄せず保存している場合がある。法務局には確実に存在するのだが、大使館長の特権命令または裁判所の裁判官の命令により照合することが可能である。例）アメリカ国籍の取得にあたり生まれ時間を明記する義務が生じる事由からである。

#### 「三合会局」
子-申-辰、丑-酉-巳、寅-午-戌、卯-未-亥、三人寄れば文殊の知恵と言うがこの三合会局の組み合わせを指している。
家族や組織の編成に、この干支で組合すことが良いとされている。

#### 「論地支相沖例」
不幸の訪れが生じると言う組み合わせである。子-午の相沖（相沖、衣食住の全てが反対思考）、卯-酉の傷（対傷、中傷し合う）、寅-申の過（過立、競争しあい哭する仲）、巳-亥の難（難対、無関心）、辰-戌の罔（羅網、腐れ縁）、丑-未の沖（沖、お互いの不一致）夫婦の相性でまず、真っ先に問題指摘する組み合わせである。

#### 「三刑殺」
全てにおいて大凶の組み合わせと言われ、子供の誕生の調整に避けるべきである。
子刑卯、丑刑戌、戌刑未、寅刑巳、巳刑申、辰刑辰、酉刑酉、午刑午、同じ年で結婚が良いのは辰酉午以外である。
子供の男女の産み分け以前に考察する内容である。

### 五行図
日本の一部の流派では、五行の相生相尅を論じる場合の五行図は通常、木を上に書き、そこから右回りに、火、土、金、水の順に正五角形の頂点の位置に書く。右回りに五角形（または円）を描くようにして矢印で結んでいくと、それが生じることを意味する矢印となる。つまり、木は火を生じ、火は土を生じ、土は金を生じ、金は水を生じ、水は木を生じる。逆に見れば、火は木に生じられ、土は火に生じられという風になる。また、五角形の頂点を、木から土へ向かう矢印を引き、順繰りに五行を結ぶと、剋（こく）することを意味する矢印となる（「剋す」とは攻撃して弱めるというような意味）。つまり、木は土を剋し、土は水を剋し、水は火を剋し、火は金を剋し、金は木を剋する。ただし単純に五行の配置を図示する場合は、火行を南として上に、水行を北として下に、木行を東として左に、金行を西として右に、そして土行を中央に置く。
この五行図の中で、日干の五行に当たる部分が自分の拠点となり、そこから生じる五行、生じられる五行、剋される五行などの関係を見ていく。例えば日干が丙なら、五行図の火の部分が拠点となり、火が生じる五行は土、火が生じられる五行は木、火が剋される五行は水、となる。火にとって、生じられる木からは気をもらい、生じる土には気を与え（逆に見ると気を奪われる）、剋される水からは気を弱められる。また自分と同じ火は、合わさればより強くなる関係。一般的には、自分（火）を強める火、木がよく、弱められる土、水はよくないということがいえるが、ただし、火が強すぎる場合に限り（これを大過するという）、弱めてくれる土、水が有用となる。四柱推命では、五行が大過することはよくないこととされる（日干の五行以外でも）。

### 節律分野蔵干
同じ月に生まれても、節入りから何日目に生まれたかがそれぞれ違う。これを節律（せつりつ、月のリズム）という。地支となる十二支には、余気、中気、本気という2つないし3つの干が含まれている。これを蔵干（ぞうかん）という。節入りから生日までの日数と時間により、四柱の地支に含まれる蔵干を1つ引き出す。十二支の蔵干については、いくつかの説を見ることができるが、既述の『星平會海全書』に掲載されている以下の蔵干を採用することが多い。
| 子＝（壬、癸）     | 卯＝（甲、乙）     | 午＝（丙、己、丁）   | 酉＝（庚、辛）     |
| 丑＝（癸、辛、己） | 辰＝（乙、癸、戊） | 未＝（丁、乙、己）   | 戌＝（辛、丁、戊） |
| 寅＝（戊、丙、甲） | 巳＝（戊、庚、丙） | 申＝（己戊、壬、庚） | 亥＝（戊、甲、壬） |

大まかな日数の区切りをいうと、子、卯の蔵干2つの場合、節入りから10日までとそれ以降、午、酉は、節入りから10日まで、と10日から20日まで、とそれ以降。丑、辰、未、戌は節入りから9日まで、と9日から12日まで、とそれ以降。寅、巳、申、亥は節入りから7日まで、と7日から14日、とそれ以降。月律分野蔵干の配分率については各書物により幾分差違がある。
なお、子・卯・酉以外の9つの干の蔵干の中気は、十二支に相互関係の三合会局に基づいている。寅－午－戌を例にとると、この三支は火局を構成する。そこでこの三支には火行が含まれるとしている訳である。これは十二運の考え方の基礎ともなっており、孟支である寅において火が生まれて長生となり、仲支である午において旺じて帝旺となり、季支である戌で墓に入る。

### 節令、旺相衰
節令（せつれい）は四柱推命の用語で日干の強弱を見る一つの方法。旺（おう）は旺盛、勢いがあるという意味。相（そう）はやや強いという意味、衰（すい）は弱いという意味。四季には五行があり、春は木、夏は火、秋は金、冬は水、で土は各季節の最後の月（陰陽五行思想の十干十二支を参照）。日干の五行と同じ季節節に生まれていれば、節令を得て旺ず、という。日干が甲、乙で春節生まれ、日干が丙、丁で夏節生まれなどである。次によいのが、日干を生じてくれる五行の季節節生まれで、甲、乙なら水なので冬節生まれ、丙、丁なら木なので春節生まれなどである。これを節令相という。この旺相に該当しない場合、節令を得ず衰という。節令を得ていなくとも、通変、十二運などで強く変化することもある。

### 通変（天干星）
通変（つうへん）は日干に対し、他の天干と蔵干がどういう意味を持つかを表す用語と言える。比肩、劫財、食神、傷官、偏財、正財、偏官、正官、偏印、印綬の10種類がある。語尾に「星」を付け、比肩星、劫財星のようにも言われる。日本では天干星とも言われるが、中国の原書にはこうした表現は見られない。また、原典の解読の仕方によるのか、通変と語順がさかさまの変通星という呼称も見受けられる。
- 比肩（ひけん）は、日干と同じ五行で、陰陽が同じもの。日干甲なら甲、乙なら乙が比肩。
- 劫財（ごうざい）は、日干と同じ五行で、陰陽が違うもの。日干甲なら乙、乙なら甲が劫財。
- 食神（しょくじん）は、日干が生じる五行で、陰陽が同じもの。日干甲なら丙、乙なら丁が食神。
- 傷官（しょうかん）は、日干が生じる五行で、陰陽が違うもの。日干甲なら丁、乙なら丙が傷官。
- 偏財（へんざい）は、日干が剋す五行で、陰陽が同じもの。日干甲なら戊、乙なら己が偏財。
- 正財（せいざい）は、日干が剋す五行で、陰陽が違うもの。日干甲なら己、乙なら戊が正財。
- 偏官（へんかん）は、日干が剋される五行で、陰陽が同じもの。日干甲なら庚、乙なら辛が偏官。
- 正官（せいかん）は、日干が剋される五行で、陰陽が違うもの。日干甲なら辛、乙なら庚が正官。
- 偏印（へんいん）は、日干が生じられる五行で、陰陽が同じもの。日干甲なら壬、乙なら癸が偏印。
- 印綬（いんじゅ）は、日干が生じられる五行で、陰陽が違うもの。日干甲なら癸、乙なら壬が印綬。

通変も五行図の項でも説明した日干を強くするもの、弱めるものという性質がある。日干と同じ比肩、劫財は比（ひ）といい、日干と合わさり強める。日干が生じる食神、傷官は洩（えい）といい、日干の気が漏れ出し弱まる。日干が剋する偏財、正財は分勢（ぶんせい）といい、日干は攻撃する側だが、それによって消耗する。日干が剋される偏官、正官は剋（こく）といい、一番日干を弱める力が強い。日干が生じられる偏印、印綬は助（じょ）といい、日干を強めてくれる。日干を除く天干と蔵干で7つの通変があり、これらに比、洩、分勢、剋、助がそれぞれいくつあるかで、日干の強弱を見る。日干と同じ陰陽の通変は日干への働きが強く、陰陽の異なる通変はやや弱く働く。

### 十二運
十二運（星）は、日干の強さの変化を、地支の十二支から見るもの。人の一生になぞらえて、長生、沐浴、冠帯、建禄、帝旺、衰、病、死、墓、絶、胎、養、の12種類がある。あくまで強弱を比喩で表したもので、四柱に病があるから病気をするということではない。日本のほとんどの四柱推命の専門家は十二運を採用しているが、一部の中国の原書に準拠し、一切採用しないという考え方もある。
日干から日支にひいた十二運とある種の性格分類に相関があるという研究が、心理学者でもあった増永篤彦によって行われており、増永はこれを基に新推命学を提唱した。この研究成果は後に動物占いの基礎となり、動物占いやその多数のエピゴーネンによって流用されている。

### 六親
通変には六親が割り当てられている。男女では違いがある。
男命：
- 父親：偏財（偏財がない場合は正財を取る。）
- 母親：印綬（印綬がない場合は偏印を取る。）
- 祖父：偏印
- 祖母：傷官
- 兄弟：比肩
- 姉妹：劫財
- 妻子：正財（正財がない場合は偏財を取る。）
- 男児：偏官
- 女児：正官
- 男孫：食神
- 女孫：傷官

女命：
- 父親：正財（正財がない場合は偏財を取る。）
- 母親：偏印（偏印がない場合は印綬を取る。）
- 祖父：印綬
- 祖母：食神
- 兄弟：劫財
- 姉妹：比肩
- 良人：正官（正官がない場合は偏官を取る。）
- 男児：傷官
- 女児：食神
- 男孫：印綬
- 女孫：偏印

### 通変六親表
（男命、甲の例）
| (男)通変 |            |            |                |              | (男)通変 |            |            |                |          |
| -------- | ---------- | ---------- | -------------- | ------------ | -------- | ---------- | ---------- | -------------- | -------- |
| (甲)比肩 | 兄弟       | 従兄弟     | 母方の従兄弟   | 父の姉妹の夫 | (乙)劫財 | 姉妹       | 従姉妹     | 母方の従姉妹   |          |
| (丙)食神 | 男孫       | 母方の祖父 | おい           |              | (丁)傷官 | 父方の祖母 | 女孫       | 妻の母         | めい     |
| (戊)偏財 | 父         | 伯父       | 母方の兄弟の子 | 妻の弟       | (己)正財 | 妻         | おば       | 母方の兄弟の娘 | 妻の姉妹 |
| (庚)偏官 | 男児       | 甥         | 父方の姉妹の子 | 姉妹の夫     | (辛)正官 | 女児       | 母方の祖母 | 父方の姉妹の娘 | 姪       |
| (壬)偏印 | 父方の祖父 | おじ       | 妻の父         |              | (癸)印綬 | 母         | おば       |                |          |

（女命、甲の例）
| (女)通変 |              |            |                |          | (女)通変 |            |            |                |                  |
| -------- | ------------ | ---------- | -------------- | -------- | -------- | ---------- | ---------- | -------------- | ---------------- |
| (甲)比肩 | 姉妹         | 従姉妹     | 母方の従姉妹   |          | (乙)劫財 | 兄弟       | 従兄弟     | 母方の従兄弟   | しゅうと、夫の父 |
| (丙)食神 | 女児         | 父方の祖母 | めい           |          | (丁)傷官 | 男児       | おい       | 母方の祖父     |                  |
| (戊)偏財 | 夫の母親、姑 | おば       | 母方の兄弟の娘 | 孫娘     | (己)正財 | 父         | 伯父、叔父 | 母方の兄弟の子 | 孫息子           |
| (庚)偏官 | 母方の祖母   | 息子の妻   | 父方の姉妹の娘 | 夫の姉妹 | (辛)正官 | 良人       | 姉妹の夫   | 父方の姉妹の子 | 夫の弟           |
| (壬)偏印 | 母           | おば       | 女孫           |          | (癸)印綬 | 父方の祖父 | おじ       | 男児           | 女婿             |

## 基本的な吉凶の判断
四柱推命では四柱八字の構成から、扶抑、調候、清濁を論じて、扶抑用神、調候用神、病薬用神を見る。そしてこれらの用神から、いかなる状況でも自分にとって吉の作用を持つ用神を出し、用神を軸にして本来の特性や巡ってくる運勢の吉凶を判断する。この用神を特に真用神と呼ぶことがある。

### 扶抑用神
扶抑用神を出すためには、まず日干の強弱と格局を調べる必要がある。日干の強弱は、日干に季節による旺相、四柱八字内の五行が日干の強弱にどう作用しているかから判断するが、それだけではなく、以下の考慮も同時に必要となってくる。
古典である『窮通宝鑑』によれば、十干は誕生節によって特性に相違が生じてくるため、そういった点も考慮しなければならなく、ただ単に扶抑という面だけではなく、五行が調和する作用といった面も大事である。
『滴天髄』にも同様の記述がされており、一例として、「春不容金」（春の木は金を容れず）という記述があり、特に春木の場合は甲乙が最も旺じる季節のため、身強の甲乙であっても絶対に庚辛の金を用いることはできない、とされている。春木の場合、「水火既済」が吉とされており、旺じている場合は丙で洩気し、旺じていても水が不足している場合は癸も必要となるように、用神を出すにおいて、単に生剋の有無、強弱の有無、旺の有無といった面だけではなく、個々の特性を見ることが重要となってくる。
格局は、普通格局（内格）特別格局（外格）に大きく分類される。日干が強い、弱いと言っても、日干がその存在を保つことができる程度であれば、それは普通格局に分類されるのであるが、中には日干が非常に弱い、逆に非常に強く、普通格局として扱えないような四柱八字もある。それを外格と総称される。
1. 内格（建禄格、劫財格/節刃格（月刃格）は力量が強い傾向があるため、内格として扱わない流派も存在する。）
  1. 建禄格
  2. 劫財格/節刃格（月刃格）
  3. 食神格
  4. 傷官格
  5. 正財格
  6. 偏財格
  7. 正官格
  8. 偏官格
  9. 印綬格
  10. 偏印格
2. 外格
  - 従格（従旺格、従強格、従児格、従財格、従殺格）→日干が従う五行の干を格局とする。
  - 一行得気格
  - 化格
3. 両神成象格：通関用神という特殊な用神を採用する。そもそも両神成象格という格自体に疑問を呈する研究者もいる。

内格の場合、日干が強いにもかかわらず格局が日干をさらに強くしたり、逆に日干が弱いにもかかわらず格局が日干を弱めることがある。
- 日干が強い（身強）
  - 格局が日干を強める（格局が比劫や印）→格局を尅し日干を強める五行の干を扶抑用神とする。
  - 格局が日干を弱める（格局が食傷、財、官殺）→格局を扶抑用神とする。
- 日干が弱い（身弱）
  - 格局が日干を強める（格局が比劫や印）→格局を扶抑用神とする。
  - 格局が日干を弱める（格局が食傷、財、官殺）→格局を尅し日干を強める五行の干を扶抑用神とする。

### 調候用神
季節の持つ寒暖燥湿の性質が日干にどう作用するかから、寒暖燥湿を調整する干が決まっており、これを調候用神と呼んでいる。この『調候用神』についての解説がある最も古い文献は『欄江網』である。
『窮通宝鑑』によれば、扶抑用神と同様に、誕生月によってその日干への作用や、その日干の持つ特性に相違が生じるため、寒暖燥湿の調整といった面だけではなく、そういった個々の特性も調候用神に関わってくる。
『滴天髄』にも寒暖燥湿という概念が述べられているが、『欄江網』の調候用神とは内容に異なる面がある。なお調候用神が扶抑用神と一致するとは限らないため、用神という概念にさえ疑問を呈する考え方もある。

### 病薬用神
扶抑用神や調候用神を尅す作用のある干や支が四柱八字内にある場合や、凶の格局を尅す干や支が四柱八字内にない場合、これを濁とする。そしてその原因となっている干や支を病と呼ぶ。病の干や支を尅す干が薬である。薬があれば四柱八字は清となる。薬を病薬用神と呼ぶ。そのおおもとは既述の『神峯通考・命理正宗』の著者・張神峯に始まる。しかし『神峯通考・命理正宗』には、「用神」という概念は見られない。

### 日本
泰山流
関西の阿部泰山の流派。蔵干を見る。大運は最初以外は10年ずつ。
高木乗流
関東の高木乗の流派。初代の弟子の安田靖は二代目・高木乗から破門され、新たに安田流を立ち上げている。大運は最初の周期を繰り返す（各年運）。
武田流
武田考玄の流派。中国の原書のみを元にして、日本のいずれの流派にも属さず、学問として推命を確立することを目指していた。
小山内式
武田氏と同様に、学問として推命を確立することを目指している。十二運とか、用神、調候、格局などを無用のものとして排除し、五行と通変のみを重視する。
森千命流
森千命の流派、実践理論を重んじた実践型推命術が特色。大運に生日を用いると言った事などが行われている。
亀石厓風
　　徐子平が唱えた「体と用」のバランスを一番に重んじる。数多くのデータを検証し、時代に即した現代的な解釈を行う現代看法。

### 中国本土・台湾
明澄透派
明澄透派は張耀文（十三代掌門）の門派。十四代掌門は黄文徳（台北市）。